# Leizhou
Leizhou (雷州 ; pinyin : Léizhōu) est une ville de la province chinoise du Guangdong au centre de péninsule homonyme. C'est une ville-district placée sous la juridiction de la ville-préfecture de Zhanjiang.

## Démographie
La population du district était de 1 318 475 habitants en 1999.

## Personnalités
- Mac Cuu (1655-1735), général